# Raphaël Gaillarde
Pour les articles homonymes, voir Gaillarde (homonymie).
Pour le psychiatre, voir Raphaël Gaillard.
Raphaël Gaillarde est un reporter-photographe français, né le 22 janvier 1940. 
Récompensé à quatre reprises par le World Press Photo, il travaille pour l’agence Gamma-Rapho, la Réunion des musées nationaux et Le Figaro Magazine.

## Biographie
Raphaël Gaillarde fait ses débuts dans la photographie de mode. Il entame une carrière de photographe de presse et de magazine en 1979 avec l’agence Gamma. Il est un des rares photographes à avoir collaboré avec cette agence pendant trente ans. Il rejoint ensuite Gamma-Rapho et la Réunion des musées nationaux.
Il est récompensé en 1984, 1990, 1991 et 2000 par le World Press Photo, et en 1990 par le prix Oskar-Barnack.
En 2000, Raphaël Gaillarde reçoit le Visa d’or au festival international de photojournalisme de Perpignan, et le troisième prix du World Press pour son reportage sur les grands brûlés à l’hôpital d'instruction des armées Percy,.

## Publications
- Ladakh, Éditions Arthaud, 1980, 72 p.  (ISBN 978-2700303292)
- La ville aimée, mes chemins de Fréjus par François Léotard, Paris, Éditions de l’Hermès, 1989.
- Capitales oubliées, Luang Prabang, avec Ysabelle Lacamp, Éditions du Demi-Cercle, 1995, 80 p. (ISBN 978-2271052674)
- Le salon de l'agriculture la plus grande ferme du monde, avec Françoise Cariès, Éditions Michel Lafon, 2008, 223 p.  (ISBN 978-2749909189)
- Le Grand Palais, catalogue Déraisonné, avec Tonino Benacquista, RMN - Actes Sud, 2010, 144 p.  (ISBN 978-2711857753)
- Etranges animaux : Simul et singulis, avec Denis Podalydès, Actes Sud, 2010, 160 p. (ISBN 978-2742792559)

## Expositions
Liste non exhaustive

### Personnelles
- 2000 : Ces grands brûlés que l’on sauve !, Visa pour l'image, Perpignan[3].
- 2010 : Dans les coulisses de la Comédie-Française.

### Collectives
- 1990 : Gitanes, 50 photographes exposent, Grand foyer du Théâtre national de Chaillot, Palais de Chaillot, Paris.
- 1992 : La déforestation, Galerie du Château d’Eau, Toulouse[5].
- 1996 : Double vie, Double vue, Fondation Cartier pour l’art contemporain[6].
- 2008 : 30 ans d’émotions, les photos du Figaro Magazine, Sénat, grilles du jardin du Luxembourg, Paris[7].
- 2018 : 30 ans : l’exposition anniversaire de Visa pour l’Image, Visa pour l'image, Perpignan[8].

## Prix et récompenses
- 1984 : World Press Photo, pour son reportage sur l’assaut du Temple d’Or à Amritsar en Inde[2].
- 1990 : World Press Photo, 2e prix, catégorie « Sciences et technologies », pour son reportage Opération radeau des cimes en Amazonie[9].
- 1990 : prix Oskar-Barnack[10].
- 1991 : World Press Photo, 2e prix, catégorie « Sciences et technologies »[11].
- 2000 : World Press Photo, 3e prix, catégorie « Sciences et technologies », pour son reportage sur les grands brûlés à l’hôpital d'instruction des armées Percy[4],[12].
- 2000 : Visa d’or au Festival international de photojournalisme de Perpignan, pour son reportage sur les grands brûlés à l’hôpital d'instruction des armées Percy[3].

### Portfolios
- Raphaël Gaillarde sur le site du World Press Photo.
- Raphaël Gaillarde sur le site de la Réunion des Musées nationaux.
- Reportage sur les grands brûlés, Visa d’or au festival international de photojournalisme de Perpignan.